# IDog

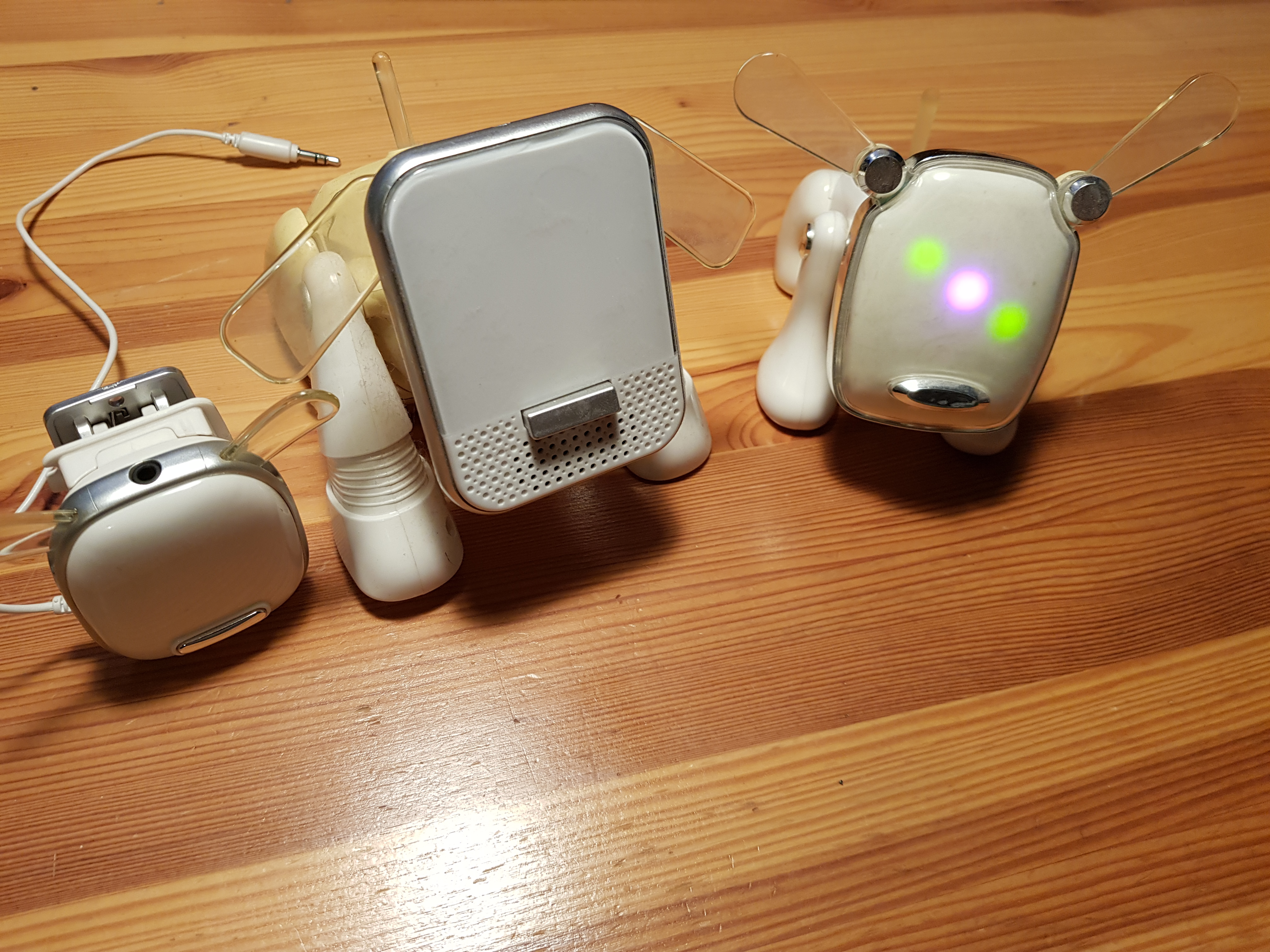
Diferentes Versões de I-Dogs

O i-Dog é um cachorro robótico projetado e fabricado pela Sega. Também é fabricado pela Hasbro que oferece o iDog na América do Norte. Também é comercializado como eDog na Alemanha e nos Países Baixos.
O i-Dog reage à fontes externas de música. Possui sete LEDs piscantes em sua face e tem a habilidade de "dançar" conforme a batida da música. Também tem vários dispositivos em seu nariz, cabeça e rabo que permitem a ele reagir a estímulos do usuário. Tem várias "emoções" (que mudam baseadas na interação com o usuário) demonstradas por padrões de cores diferentes em seus LEDs. Também reage se colocado próximo a uma fonte de áudio (como alto-falantes)e vem com um fio para que ao ser conectado em algum aparelho sonoro ele serve como um alto falante, ao ser conectado ao outro i-dog(I-cat, i-cy, i-turtle, i-fish, hip hop pet) ele interage, ou seja, eles conversam.